# Maestro (film)
Maestro je americký životopisný film z roku 2023, který režíroval Bradley Cooper, který jej také produkoval spolu s Martinem Scorsesem, Stevenem Spielbergem a Toddem Phillipsem. Scénář k filmu napsal Cooper spolu s Joshem Singerem. Film je založen na životě dirigenta, skladatele a klavíristy Leonarda Bernsteina. Hlavní role ztvárnili Carey Mulliganová jako Montealegre a Cooper jako Bernstein. Ve vedlejších rolích účinkují Matt Bomer, Maya Hawkeová a Sarah Silvermanová.
Film měl světovou premiéru na Benátském filmovém festivalu dne 2. září 2023, kde byl nominován na Zlatého lva. Dne 20. prosince 2023 byl zveřejněn prostřednictvím Netflixu. Film získal pozitivní recenze od kritiků. Organizace National Board of Review a Americký filmový institut zařadily film do žebříčku deseti nejlepších filmů roku 2023. Film obdržel několik ocenění, například sedm nominací na Oscara, včetně nominací za nejlepší film, nejlepšího herce pro Coopera a nejlepší herečku pro Mulliganovou. Získal také sedm nominací na ceny BAFTA a čtyři nominace na Zlatý glóbus.

## Děj
Životopisný film o Leonardu Bernsteinovi se zaměřením na jeho manželství s Felicií Montealegre.

## Obsazení
- Bradley Cooper jako Leonard Bernstein
- Carey Mulliganová jako Felicia Montealegre
- Matt Bomer jako David Oppenheim
- Maya Hawkeová jako Jamie Bernsteinová
- Sarah Silvermanová jako Shirley Bernsteinová
- Michael Urie jako Jerome Robbins
- Gideon Glick jako Tommy Cothran
- Sam Nivola jako Alexander Bernstein
- Miriam Shor jako Cynthia O'Neal
- Alexa Swinton jako Nina Bernsteinová
- Josh Hamilton jako John Gruen
- Zachary Booth jako Mendy Wager
- June Gable jako stará žena

## Produkce

### Vývoj
Projekt byl ve vývoji v Paramount Pictures, přičemž původně měl film režírovat Martin Scorsese. Pozici režiséra opustil, aby mohl pracovat na filmu Irčan, což umožnilo Bradleymu Cooperovi stát se v květnu 2018 režisérem filmu a ztvárnit Bernsteina. Scorsese film produkuje po boku Todda Phillipse a Stevena Spielberga. Spielberg byl také zamýšlen jako režisér filmu a oslovil Coopera, aby si ve filmu zahrál, ale po promítnutí filmu Zrodila se hvězda Cooperovi nabídl místo režiséra. V lednu 2020 byl projekt přesunut na Netflix a začátek natáčení byl plánován na rok 2021.

### Casting
V září 2020 byl projekt pojmenován Maestro, přičemž se k obsazení připojila Carey Mulliganová. Bylo také oznámeno, že natáčení započne na jaře 2021. V říjnu 2020 se k obsazení připojil Jeremy Strong jako John Gruen. V březnu 2022 se k obsazení připojil Matt Bomer. V dubnu téhož roku bylo obsazení Bomera potvrzeno, přičemž se k obsazení připojila Maya Hawkeová. V červnu téhož roku bylo oznámeno, že Sarah Silvermanová ztvární Bernsteinovu sestru Shirley. V únoru 2023 bylo oznámeno, že Michael Urie se ve filmu objeví v roli Jerome Robbinse.

### Natáčení
Natáčení mělo začít dne 5. dubna 2021 v Los Angeles; místo toho však začalo v květnu 2022. Produkce probíhala v Tanglewoodu mezi dny 21. a 26. květnem a v New Yorku. Natáčení probíhalo také mezi dny 20. a 22. říjnem v Ely Cathedral v Anglii.

## Kritika maskérů
Maskéři ke Cooperovu zobrazení Bernsteina, který byl Žid, použili velký protetický nos, což bylo veřejností po zveřejnění traileru v srpnu 2023 kritizováno jako příklad „jewface“, stereotypní ztvárnění Židů.
Hlavní televizní kritik časopisu The Hollywood Reporter, Daniel Fienberg, kritizoval herce, kteří ztvární jakoukoli roli, která neodpovídá jejich přesné rase, vyznání nebo původu. Obsazení Coopera spolu s britskou herečkou Mulliganovou do role kostaricko-chilské konvertované Židovky popsal jako „spoustu etnického cosplaye pro jeden film“.
Anglická židovská herečka Tracy-Ann Obermanová napsala, že pokud Cooper „nemůže [hrát roli] pouze prostřednictvím samotného hraní, neobsazujte ho – pořiďte si židovského herce“. Měla pocit, že stejně jako Cooper ztvárnil Angličana Josepha Merricka, který měl vážné deformace obličeje, bez protetiky – což by vyžadovalo, aby Cooper strávil velkou část každého dne nalíčením a pak odstraněním každou noc pro 100minutové představení – „pak by měl zvládnout hrát židovského muže bez něj“.
Bernsteinovy děti obhajovaly Cooperovo použití protetického make-upu k jeho ztvárnění a uvedly, že s Cooperem spolupracovaly během celého procesu natáčení a že jejich „táta by s tím byl v pohodě“.
Liga proti hanobení zaznamenala v historických médiích zobrazení Židů jako „zlých karikatur s velkým, zahnutým nosem“, ale uvedla, že „tento film, který je životopisným filmem, ... není ono“.
V září 2023 Kazu Hiro, který masku vytvořil, řekl, že ho kritika překvapila, ale „omlouvá se, pokud [zranil] city některých lidí“. Dodal, že „naším jediným záměrem“ bylo vykreslit Bernsteina „co nejautentičtěji“.

## Vydání
Film měl světovou premiéru na 80. ročníku Benátského filmového festivalu, kde se ucházel o filmovou cenu Zlatý lev, dne 2. září 2023. Dne 2. října 2023 se mu dostalo slavnostního promítání v rámci programu Newyorského filmového festivalu, a stal se tak prvním novým filmem, který měl premiéru v novém sále David Geffen Hall. Bradley Cooper se akce zúčastnil, ale nezúčastnil se rozhovorů po filmu kvůli omezením pro herce propagující jejich připravované filmy během stávky SAG-AFTRA v roce 2023. Dále se bude promítat na BFI London Film Festival a uzavře AFI Fest. Film měl omezené uvedení v kinech ve Spojených státech dne 22. listopadu 2023, a následně byl zveřejněn prostřednictvím platformy Netflix dne 20. prosince 2023.